# 리다해
리다해(李多海, 1978년 3월 30일 ~ )는 대한민국 배우이다. 태어나고 자란 곳은 부산 해운대이며, 2000년 ‘유시어터’ 5기 단원으로 입단함으로써 연극배우로 입문했다. 
2001년 ‘생존도시’를 시작으로 대학로에서 다수의 연극, 뮤지컬에 배우로 활동하였다. 10여 년의 공백기를 가졌으나 최근 들어 연극 장 주네의  ‘하녀들’과 ‘욕망이라는 이름의 전차’를 제작, 출연하였다. 특히 연극 ‘욕망이라는 이름의 전차’는 직접 제작, 각색, 연출, 주연 배우 역할을 소화하였으며 공연은 상당히 긍정적인 평가를 얻어냈다. 
무대에서의 음성이 낭랑하며 작품에 대한 이해도와 몰입도가 높은 배우로 알려져 있다. 저서로는 시집 <여배우의 사색본능> 이 있다.

## 성장과정
리다해는 1978년3월30일, 부산 해운대에서 2녀 중 장녀로 태어났으며 해운대구 소재의 재송여자중학교, 혜화여자고등학교를 졸업하고, 동아대학교 사회체육학과에 진학하였다. 그녀는 동아대학교 1학년 재학시절, 부산의 대표적 미인대회인 ‘바다여왕선발대회’에 출전하여 입상하기도 하였다.

## 학력
동아대학교
혜화여자고등학교
재송여자중학교

## 출연작품

### 영화
| 연도 | 제목     | 역할     | 감독   | 참고 |
| 2004 | 빈집     | 지은     | 김기덕 |      |
| 2004 | 사마리아 | 간호사   | 김기덕 |      |
| 1999 | 자귀모   | 환자애인 | 이광훈 |      |

### 연극/뮤지컬
| 연도 | 제목                   | 역할     |
| 2023 | 햄릿 걷는 인간         | 거투르드 |
| 2023 | 세자매 죽음의 파티     | 마샤     |
| 2022 | 미루야 미루야          | 승옥     |
| 2022 | 미스줄리               | 줄리     |
| 2021 | 패밀리비즈니스         | 나종이   |
| 2020 | 용서를 넘어선 사랑     | 사모     |
| 2019 | 욕망이라는 이름의 전차 | 블랑시   |
| 2017 | 과부들                 | 야니나   |
| 2016 | 하녀들                 | 쏠랑쥬   |
| 2015 | 백중사이야기           | 영자     |
| 2015 | 맥베드                 |          |
| 2015 | 홀스또메르             |          |
| 2015 | 낭독, 1945             |          |
| 2009 | 옛날옛적에 훠어이 훠이 | 아내     |
| 2004 | 뮤지컬 나부상화        | 꽃분이   |
| 2004 | 맞짱부부               | 달영     |
| 2002 | TV 동화 행복한 세상    | 선영     |
| 2001 | 고도를 기다리며        |          |
| 2001 | 생존도시               | 순이     |